# George W. Putnam
George Washington Putnam, Jr. (* 5. Mai 1920 in Fort Fairfield, Aroostook County, Maine; † 6. August 2009 im Arlington County, Virginia) war ein Generalmajor der United States Army. Er war unter anderem Kommandeur der  1. US-Kavalleriedivision.
Im Jahr 1936 trat Putnam der Nationalgarde seines Heimatstaates Maine bei und wurde im Jahr 1941 angesichts des amerikanischen Kriegseintritt in den Zweiten Weltkrieg als Wehrpflichtiger zur U.S.-Armee eingezogen. Wenig später gelangte er über die Officer Candidate School (OCS) in das Offizierskorps des Heeres. In der Armee durchlief er anschließend alle Offiziersränge vom Leutnant bis zum Zwei-Sterne-General. Im weiteren Kriegsverlauf wurde er auf dem europäischen Kriegsschauplatz eingesetzt. Dort war er Stabsoffizier bei einem Haubitzenbataillon, das zusammen mit anderen alliierten Verbänden über Frankreich bis nach Deutschland vordrang.
Im Lauf seiner militärischen Karriere absolvierte Putnam verschiedene Kurse und Schulungen. Dazu gehörte neben der erwähnten Officer Candidate School auch das United States Army War College. Nach dem Ende des Zweiten Weltkriegs war George Putnam unter anderem für einige Zeit in Japan stationiert, wo er den dortigen amerikanischen Besatzungstruppen angehörte. Putnam war im Lauf seiner militärischen Laufbahn auch in der Heeresfliegerei aktiv. Er absolvierte über 4000 Hubschrauberflugstunden, 1600 davon im Kampfeinsatz. Im Jahr 1965 war er Leiter der Aviation Section bei der Career Management Division im Heeresministerium. Später war er Flugoffizier (Aviation Officer) beim I. Korps und Stabsoffizier bei der Army Aviation School in Fort Rucker in Alabama. Dort war er an Plänen zur Verbesserung der Hubschraubereinsätze auch im Hinblick auf die Bergung verwundeter Soldaten in Vietnam beteiligt.
Putnam nahm am Koreakrieg und drei Mal am Vietnamkrieg teil, jeweils aktiv in Gefechten. Während seines letzten Einsatzes im Vietnamkrieg war er im Jahr 1968 als Kommandeur der Luftlandeinheit der 1. Kavalleriedivision (1st Air Cavalry Division) an der Abwehr der Tet-Offensive beteiligt. Im August 1970 erhielt er das Kommando über die 1. Kavalleriedivision, in deren Stab er zuvor bereits mehrfach tätig gewesen war. Dieses Amt bekleidete er bis Mai 1971.
Nach seinem Kommando über die 1. Kavalleriedivision bekleidete George Putnam bis zu seiner Pensionierung verschiedene Aufgaben als Generalstabsoffizier. Zuletzt war er bei der NATO in Südeuropa stationiert. Nach seiner Pensionierung arbeitete er bis 1991 als ziviler Berater für das Pentagon. Er war Mitglied der Army Aviation Historical Society und der Army Aviation Association of America. Außerdem wurde er in die Army Aviation Hall of Fame aufgenommen.
George Putnam starb am 6. August 2009 und wurde auf dem amerikanischen Nationalfriedhof Arlington beigesetzt.

## Orden und Auszeichnungen
George Putnam erhielt im Lauf seiner militärischen Laufbahn unter anderem folgende Auszeichnungen:
- Army Distinguished Service Medal
- Legion of Merit
- Bronze Star Medal
- Air Medal
- Distinguished Flying Cross